# Elisabet Ferrer
Elisabet Ferrer (Barcelona, segle XV - Barcelona, 1556) fou una seguidora d'Ignasi de Loyola i també és coneguda com a Isabel Roser o Elisabet Ferer de Roser. Casada amb Pere Joan Roser, mercader, i filla de Francesc Ferrer, ciutadà honrat de Barcelona, i de Caterina.

## Biografia
Elisabet va conèixer el jove Ignasi de Loyola, que seria el fundador de la Companyia de Jesús, la primera vegada que visità la ciutat comtal, de camí cap a Roma i a Jerusalem l'any 1523. El sentí predicar a l'església de Sant Just i Pastor i quedà molt impressionada, i després de comentar-ho amb el seu espòs, van decidir convidar-lo a casa seva. Ben aviat Elisabet es va convertir en una fervent deixebla i benefactora de Loyola. L'any 1533, de retorn del seu viatge a Terra Santa, Ignasi volgué formar-se i Elisabet Roser, com era coneguda, i el seu marit s'oferiren a contribuir a pagar-li els estudis. Així es preparà per entrar, als 35 anys, a la Universitat d'Alcalà d'Henares. Elisabet l'ajudà novament quan, acabats els estudis a Alcalà i a Salamanca, anà a estudiar teologia a París. La correspondència que mantingueren mentre Ignasi estava a París i Venècia, ciutat on rebé l'orde sacerdotal, permeté que Isabel estigués informada dels processos i de les dificultats en la creació de la Companyia de Jesús.
Elisabet quedà vídua poc després de l'elecció de Loyola com a general de la nova Companyia i fou aleshores quan pensà en la possibilitat de posar-se sota l'obediència del seu mestre espiritual i, malgrat les reticències de Loyola, ella va viatjar a Roma per posar-se a les seves ordres. En la seva trobada a la ciutat santa, Ignasi va pensar en la possibilitat que Roser dirigís, com a superiora, les cases que havia fundat per a noies penedides. Però Elisabet desitjava ser la primera dona admesa a la Companyia de Jesús i quedar vinculada a Ignasi amb el vot d'obediència. Loyola, va posposar la decisió durant dos anys. Davant l'actitud reticent de Loyola, Elisabet es dirigí directament al papa Pau III, de qui depenia la Companyia de Jesús i li demanà que exigís a Loyola que li permetés fer vots solemnes per tal que pogués pertànyer a la Congregació. Sembla que el dia de Nadal de 1543, Elisabet Roser i dues companyes seves van pronunciar davant d'Ignasi els vots que les vinculaven a la Companyia, fet que obria la porta a la fundació de la línia femenina de la Companyia de Jesús.
Elisabet va fer anar des de Catalunya a Roma, on ella vivia en aquell moment, dos nebots seus per tal de casar-los i aquests, veient les donacions que la seva tia havia fet a la Companyia, van mostrar la seva disconformitat. Arran d'una visita reivindicativa d'Elisabet a Ignasi en què li recordava les seves donacions als jesuïtes, aquest, conscient de les tensions que s'havien creat arran de les queixes dels nebots, li va comunicar que havia decidit no tenir dames amb vot d'obediència a la Companyia i també la seva voluntat de retirar-se de l'obligació de tenir-la com a filla espiritual en obediència. Després d'una primera reacció de resistència, Elisabet Roser va demanar al seu mestre que la perdonés per les gestions que havia dut a terme encaminades a fundar l'orde femenina contra els seus desigs. De retorn a Barcelona, com li havia proposat Ignasi, va entrar al convent de les franciscanes, des d'on continuà mantenint amb ell una fluida correspondència i on restà fins a la seva mort. Després d'aquest episodi, Loyola va elevar al papa una súplica per tal d'impedir en el futur que les dones poguessin fer vots d'obediència i formar part de la Companyia. Es va tancar així la possibilitat de la creació de branca femenina d'aquest orde. Va fer testament mentre era novícia i instituí l'Hospital de la Santa Creu de Barcelona hereu universal del seus béns.